# Lamberto Cardia
Lamberto Cardia (Tivoli, 29 maggio 1934) è un politico italiano.

## Biografia
Laureato in giurisprudenza all'università "La Sapienza" di Roma, già presidente di sezione della Corte dei Conti (attualmente fuori ruolo), ha ricoperto numerosi incarichi istituzionali fra cui quello di sottosegretario di Stato e di segretario del Consiglio dei ministri (gennaio 1995 - maggio 1996) con deleghe ulteriori ai servizi di sicurezza e allo sport nonché di capo di gabinetto presso la presidenza del Consiglio dei ministri (1987), di capo di gabinetto del Ministro del bilancio e della programmazione economica (1988 - 1989), di capo di gabinetto presso il Ministro del turismo e dello spettacolo (1978/1979) nonché di capo ufficio legislativo presso il Ministero del tesoro (giugno 1994 - gennaio 1995) e del Ministero delle partecipazioni statali (1980); è stato più volte vice capo di gabinetto presso la stessa presidenza del Consiglio dei ministri e presso il Ministero delle poste e delle telecomunicazioni.
È stato nominato, per il quinquennio 30 giugno 2003 - 30 giugno 2008, presidente della Commissione Nazionale per le Società e la Borsa (CONSOB); presso la CONSOB aveva già ricoperto, in precedenza, la carica di commissario.
In seguito alla legge n. 31 del 28 febbraio 2008, la durata dell'incarico è stata portata a sette anni, senza possibilità di riconferma.
Il 26 giugno 2009 il Consiglio dei ministri ha respinto le sue dimissioni, presentate nei giorni precedenti in seguito ai contrasti tra CONSOB e Commissione finanze di Camera e Senato in merito al recepimento di una direttiva europea relativa alla trasparenza societaria.
Cardia è attualmente professore di contabilità di stato presso i dipartimenti di economia e giurisprudenza della Luiss "Guido Carli" di Roma.
Dal 2010 al 2014 Cardia è stato presidente delle Ferrovie dello Stato.
In ambito sportivo ha presieduto la Camera di Conciliazione ed Arbitrato per lo Sport istituita presso il CONI.

## Vita privata
È sposato con Maria Giovanna Raschi ed ha un figlio, Marco (nato nel 1963).